# Jacint (mitologia)

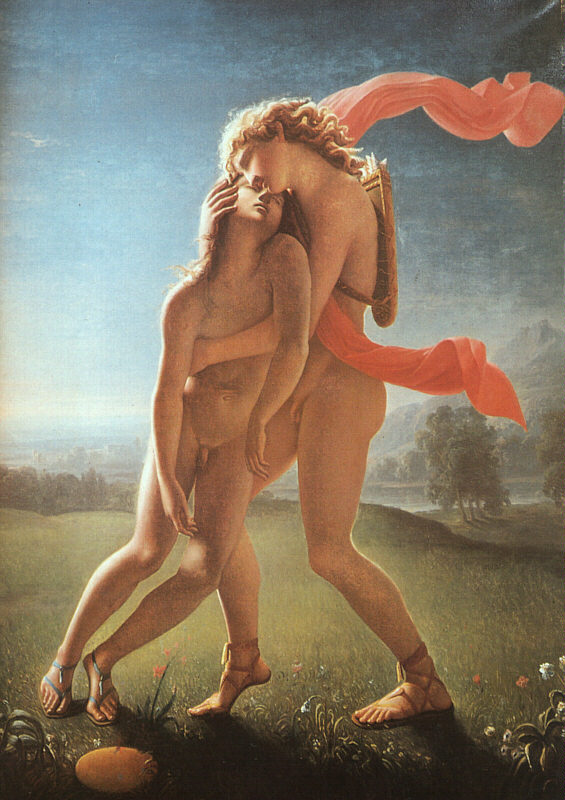
La mort de Jacint, Jean Broc.

En la mitologia grega, Jacint o Hiacint (en llatí Hyacinthus; en grec Ὑάκινθος, translit. Hyiakinthos) era fill d'Amicles, rei d'Esparta, i de Diomeda. Jove molt bell, fou estimat per Zèfir i pel déu Apol·lo.
Mentre Jacint practicava llançament de disc amb Apol·lo, el vent el va desviar, o va picar contra una roca i el desvià, i accidentalment, va colpejar el cap de Jacint i el ferí de mort. De la sang que li va brollar de la ferida, Apol·lo en va fer néixer la flor del mateix nom, a les fulles de les quals apareixia la lletra Y, inicial de Ὑάκινθος. Era especialment adorat a la ciutat d'Amicles com un heroi i s'hi feia un festival (la Hiacíntia) en honor seu.
Una altra versió del mite atribueix la mort de Jacint al déu vent Zèfir. La bellesa del noi havia provocat una disputa amorosa entre Zèfir i Apol·lo. Zèfir, gelós i despitat pel fet que Jacint hagués preferit l'amor d'Apol·lo al seu, va fer desviar el disc del jove amb la intenció de ferir-lo i matar-lo. Mentre agonitzava, Apol·lo no va permetre que Hades, el déu dels morts, reclamés el noi i de la sang vessada de la seva ferida en va fer brollar una flor, el jacint.
Segons la versió d'Ovidi, les llàgrimes d'Apol·lo van caure sobre els pètals de la flor i fou així que esdevingué un senyal de dol. Hi ha variacions d'aquesta història en les quals Zèfir té cos físic i justament per a castigar-lo Apol·lo el convertí en vent perquè no poguera danyar ningú més.
Cap representació antiga coneguda no mostra junts Apol·lo i Jacint —a excepció, potser, d'una pintura d'Akestòrides que mostra un jove inclinat sobre un cigne. En canvi, en la ceràmica grega antiga hi ha sovint representacions de Jacint i Zèfir, en què el jove és alçat pel déu del vent o bé practiquen sexe interfemoral.